# Monhystera dahli
Monhystera dahli är en rundmaskart som beskrevs av Christian Wieser. Monhystera dahli ingår i släktet Monhystera och familjen Monhysteridae. Inga underarter finns listade i Catalogue of Life.